# Krister Henriksson
Jan Krister Allan Henriksson (nacido el 12 de noviembre de 1946) es un actor sueco. Nacido en Häverö, en la Provincia de Estocolmo, es conocido por interpretar al detective Kurt Wallander en la serie Wallander para la televisión, basadas en las novelas de Henning Mankell. Recibió el premio Eugene O'Neill en 1997.

## Filmografía escogida
- The Rabbit Man (1990)
- My Great Big Daddy (1992)
- Christmas Oratorio (1996)
- The Master Detective Lives Dangerously (1996)
- Waiting for the Tenor (1998)
- Faithless (2000)
- Cabin Fever aka Dogme #19 (2000)
- Executive Protection (2001)
- Reconstruction (2003)
- Sex, Hope and Love (2005)
- Solstorm (2007)
- Wallander (2005–2010), (32 capítulos)